# Ramir Escofet
Ramir Escofet i Cuscó (la Granada, Penedès, 24 de juny de 1877 - Montserrat, Bages 30 de maig de 1911) fou un compositor i sacerdot català.
Va ingressar a l'orde benedictí del monestir de Montserrat l'any 1892 agafant el nom de Ramir. Va ser un músic bàsicament autodidacte, component una quantitat important de música religiosa. L'escolania de Montserrat va augmentar el seu repertori gràcies a ell amb peces d'ell mateix o obres polifòniques descobertes pels seus estudis d'antics mestres de l'escolania. Cal destacar la seva activitat de recuperació i transcripció d'obres de música antiga conservades al monestir de Montserrat. Pel que fa a la seva faceta pedagògica, és ajudat pel seu germà Plàcid, fent de prefecte i de professor d'escolans. El 1909 va assumir la direcció de l'escolania després de la mort de Manuel Guzmán, i el 1911 és succeït per Anselm Ferrer. Es conserven obres seves als fons musicals SEO (Fons de l'església parroquial de Sant Esteve d'Olot).

## Obres
- Avemaries
- Rosaris
- Salves